# 内山峡
内山峡（うちやまきょう）は、長野県佐久市にある峡谷。

## 解説
千曲川（長野県内における信濃川の呼称）の支流・滑津川が形成したV字谷で、古くから天下の奇勝として名が高く、富岡街道（国道254号）を通る人々から信州耶馬渓と呼ばれ親しまれてきた。中世には内山城が建てられ、その要害地として機能した。
屏風岩、ナポレオン岩、お姫岩、行人岩、傘岩、蓬萊岩、だんご岩など、無数の奇岩が見られる。中でもお姫岩にまつわる物語として悲恋の伝承があり、多く語り継がれている。これらは荒船山の火山活動によって流出した熔岩が冷えて固まったものが風化したもので、独特の柱状節理が見られる。
また、近年では地元住民によって沿道に植えられたコスモスで知られ、さらに内山峡の周囲一帯は「コスモス街道」の異名を持つ。
なお、国道254号線沿いの岩壁には、若き日の渋沢栄一が尾高惇忠とともにこの地に旅した際に詠んだ漢詩が刻まれた詩碑が建っており、渋沢栄一が主人公の2021年の大河ドラマ『青天を衝け』のタイトルは、この地で渋沢が詠んだ漢詩の一節から取られている。

## ギャラリー

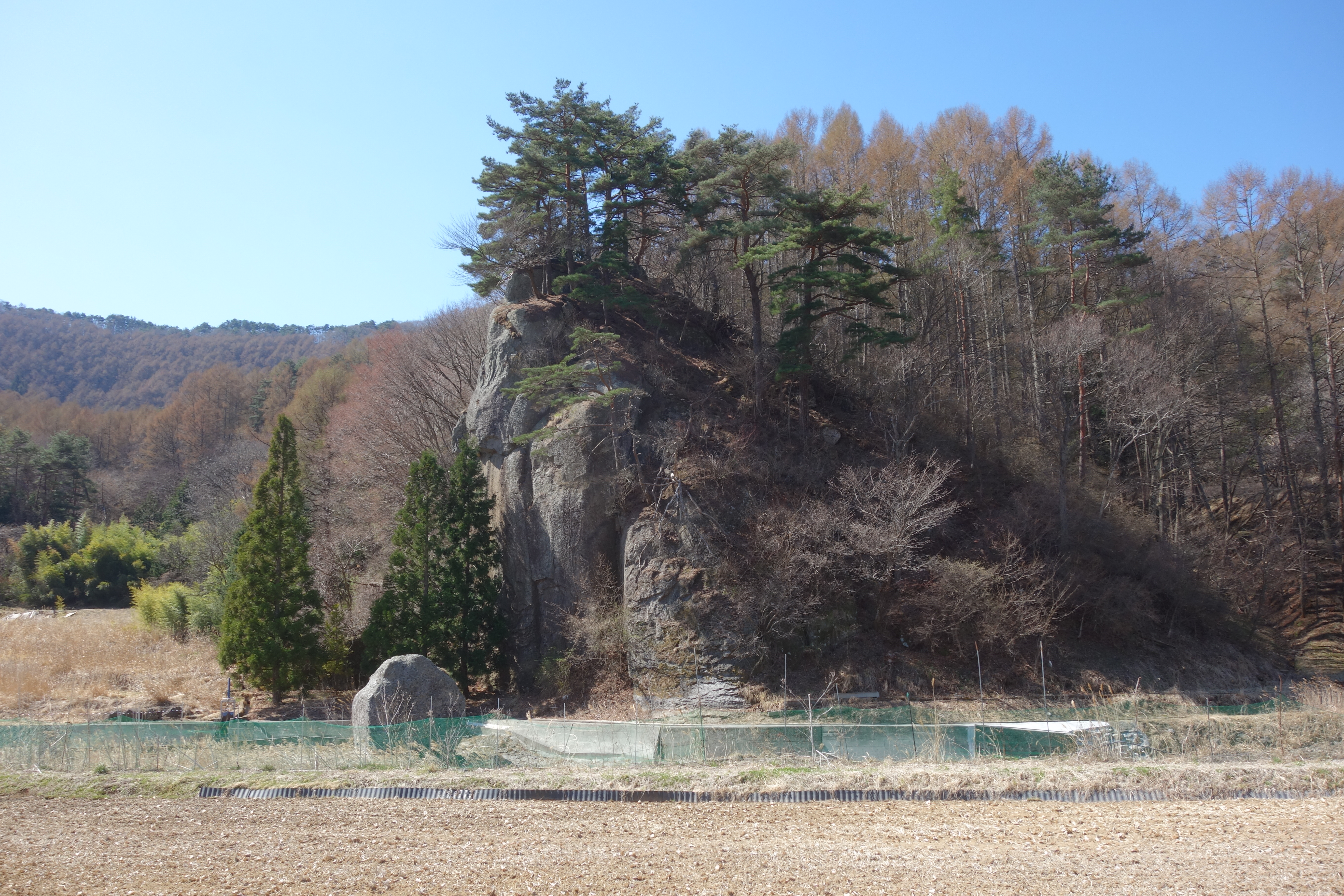
内山峡
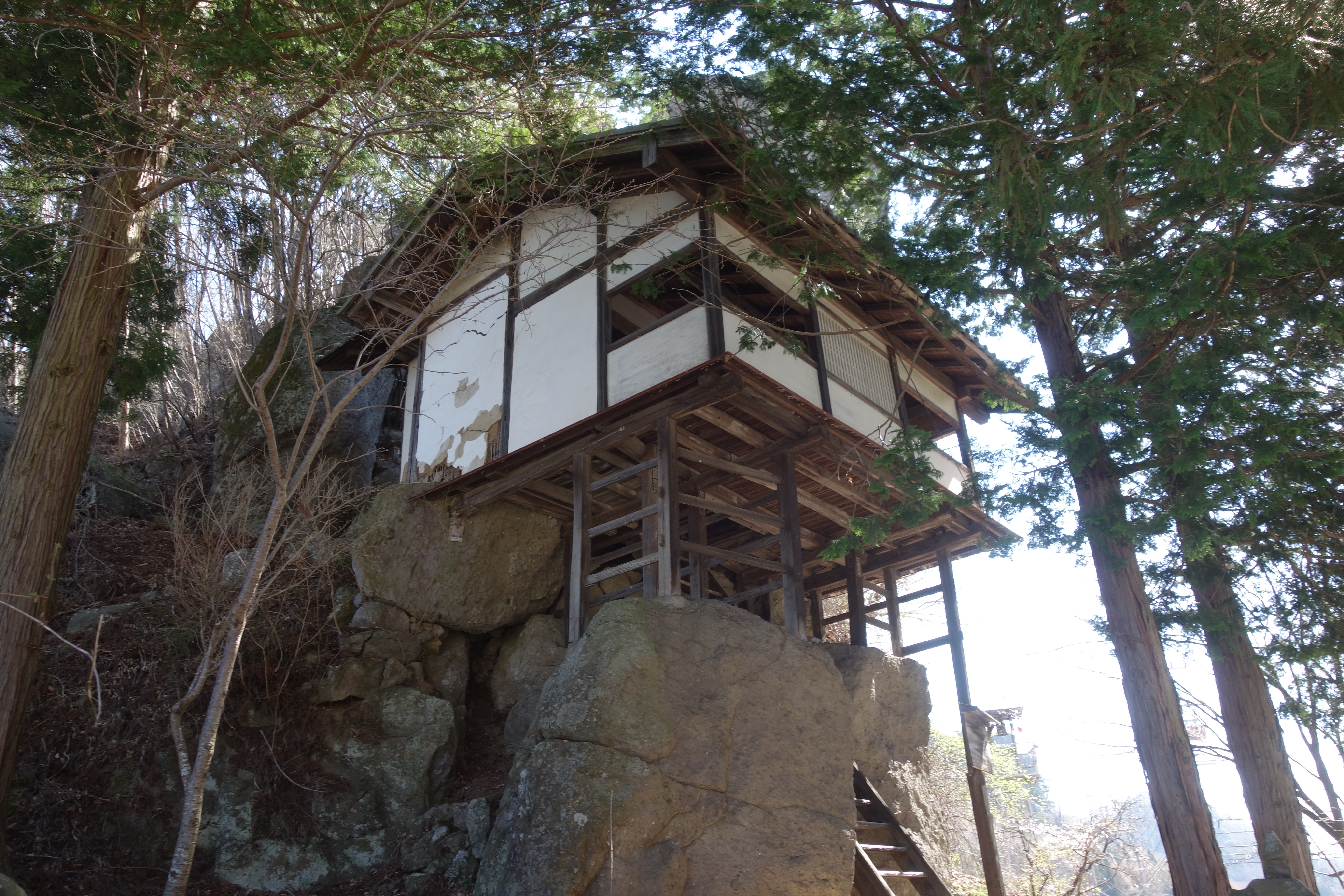
内山峡の石宮
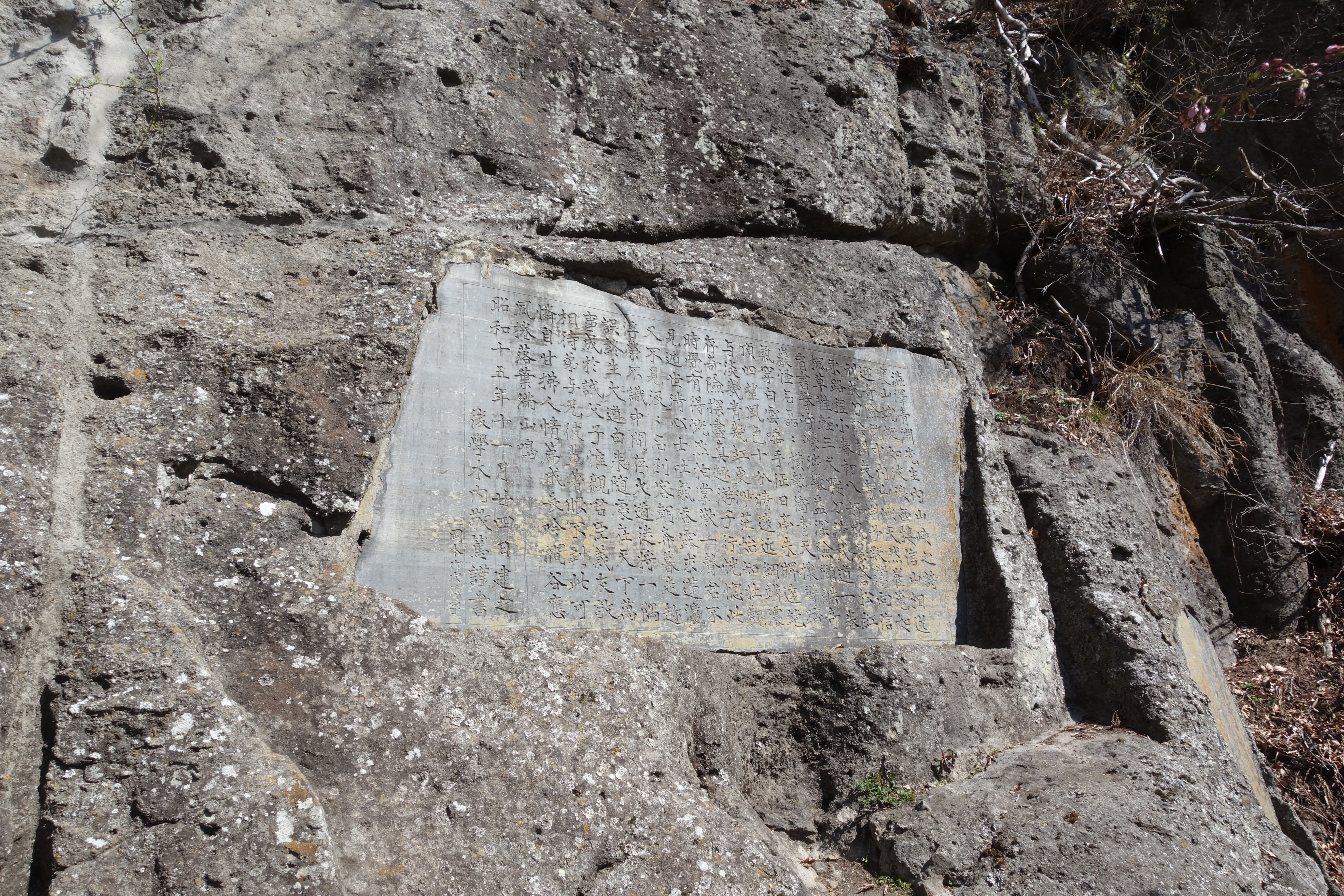
渋沢栄一詩碑
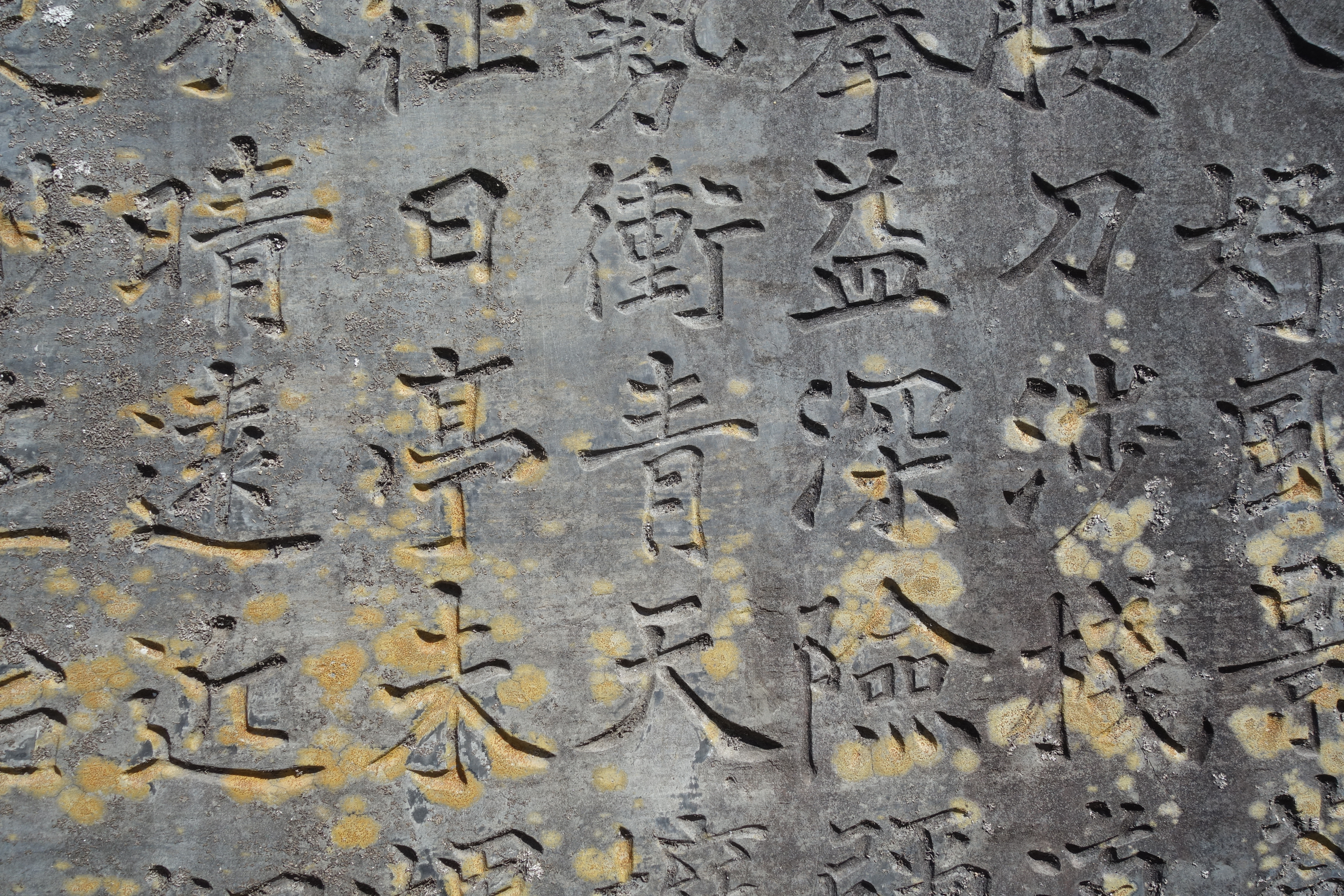
渋沢栄一詩碑の「青天を衝く」の文字
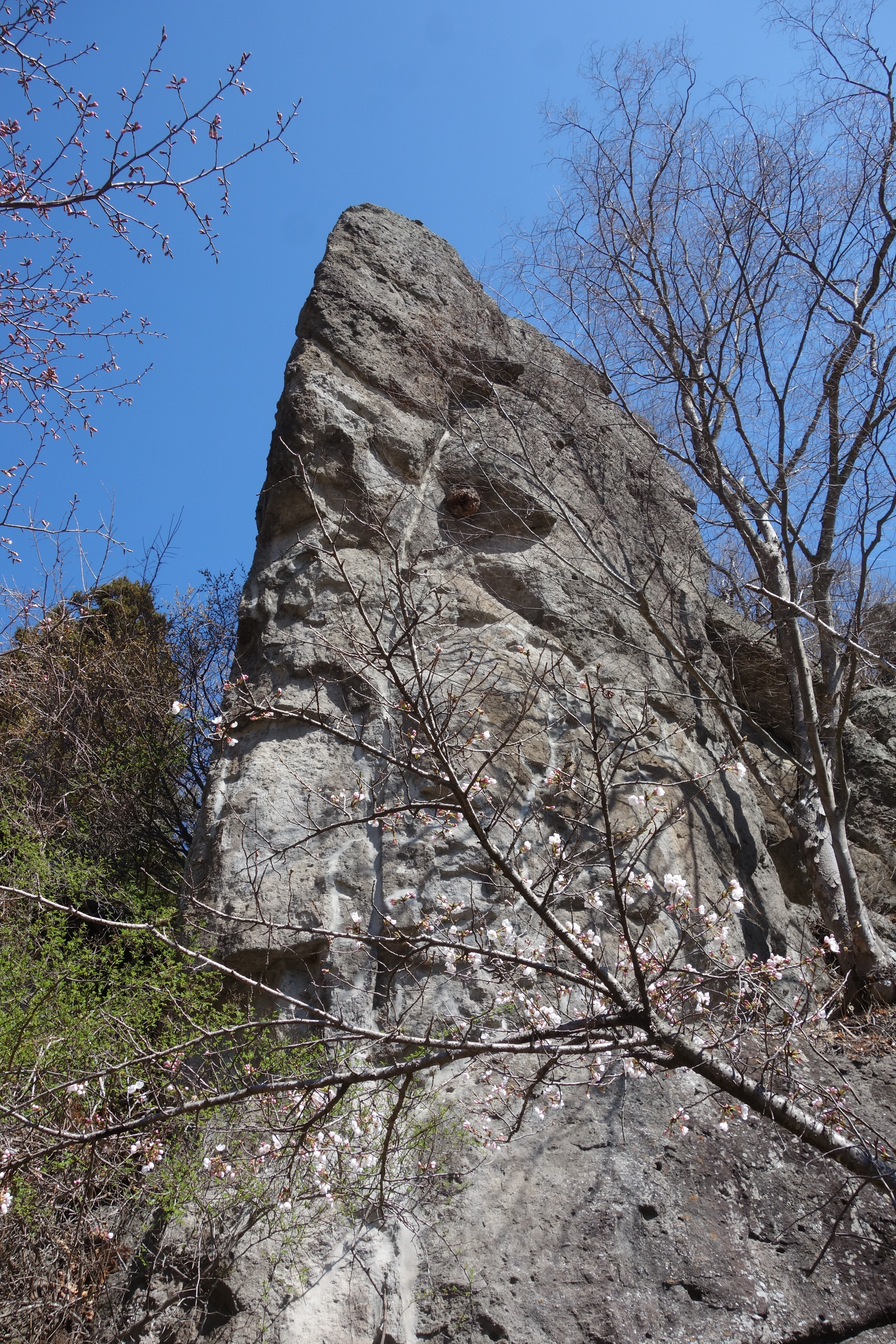
青天を衝く岩峰